# Comté de Portage (Wisconsin)
Pour les articles homonymes, voir Comté de Portage.
Le comté de Portage est un comté situé dans l'État du Wisconsin aux États-Unis. Son siège est Stevens Point. Selon le recensement de 2000, sa population était de 67 182 habitants.